# Glarner Alpen
De Glarner Alpen zijn een bergketen in Zwitserland in het noordoostelijke deel van de westelijke Alpen, die zich uitstrekt tot de kantons Glarus, Uri, Graubünden en Sankt Gallen. Er zijn talrijke toppen van drieduizend meter en enkele gletsjers. De hoogste top is de Piz Russein op 3.612 m boven de zeespiegel in het bergmassief van de Tödi.

## Locatie en gebied
Het gebied wordt begrensd (met de klok mee vanuit het noorden) door de Walensee en de Seez tegen de Appenzeller Alpen, door de Rijn tegen de Rätikon- en Plessur-Alpen, door de Voor-Rijn tegen de Adula-groep, door de Boven-Voor-Rijn, de Oberalppas en Oberalpreuss tegen de Gotthardgroep, door de Reuss tegen de Urner Alpen, door de Schächen, Vorder Schächen, Klausenpas, Fätschbach en Linth tegen de Schwyzer Alpen. Ze hebben een oppervlakte van 1900 km².

## Valleien en woonkernen
Binnen de gebergtegroep bevinden zich het Murgtal, het Schilstal, het Weisstannental, Vättis in Taminatal, Calfeisental, Kunkelstal, Maderanertal en Elm in Sernftal. Aan de rand van de Glarner Alpen liggen Glarus, Mühlehorn, Flums, Mels, Bad Ragaz, Tamins, Ilanz, Trun, Disentis, Andermatt, Göschenen, Erstfeld, Linthal en Schwanden. In het noorden ligt het laagste punt bij de Walensee op 419 m boven zeeniveau, wat resulteert in een verschil met het hoogste punt van 3.195 m.

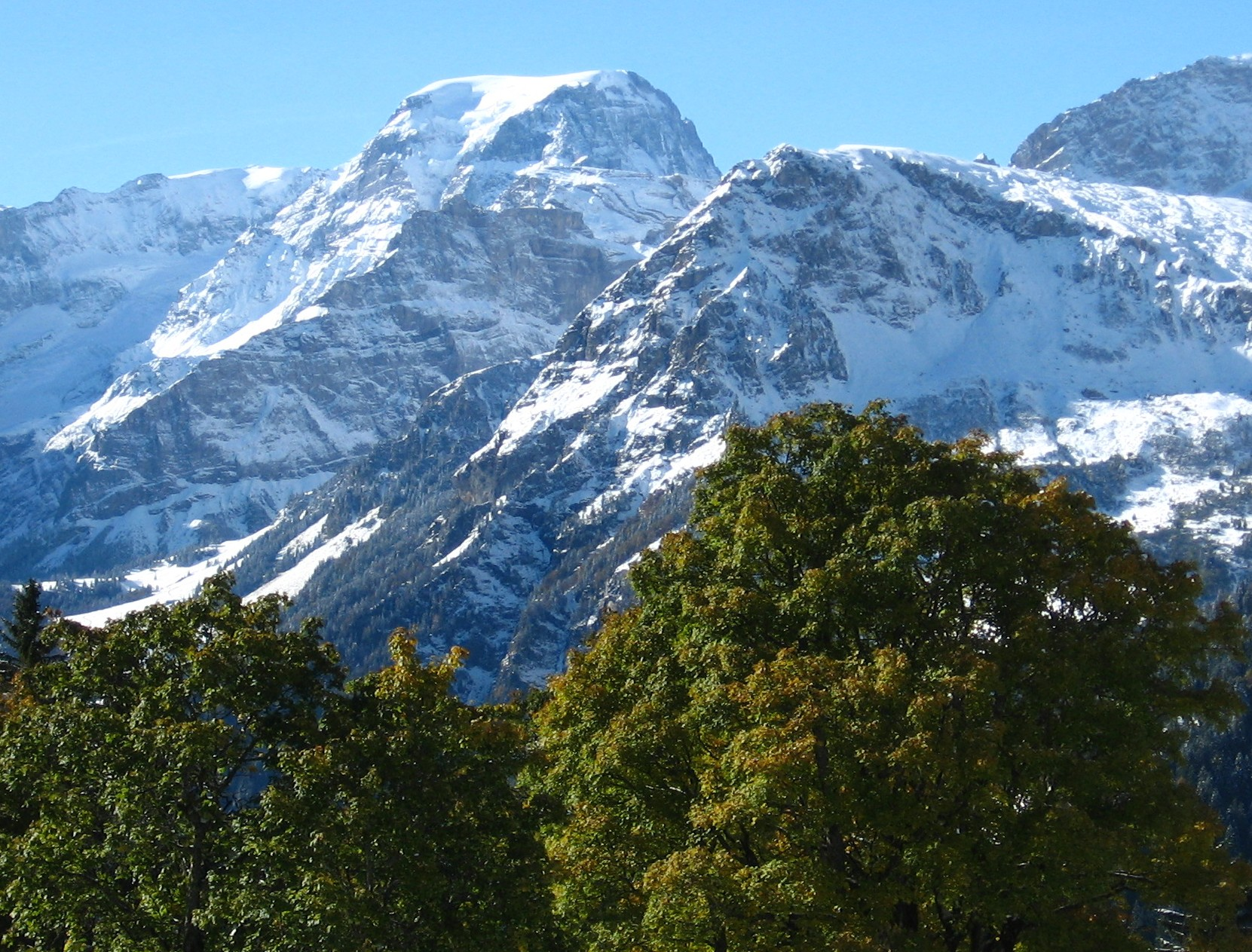
De Tödi (3612 m) vanuit Braunwald

## Bergtoppen
In de Glarner Alpen bevinden zich 51 benoemde drieduizenders. Dit zijn, gerangschikt op hoogte:
| 1. Tödi (Piz Russein) (3.612 m) 2. Tödi (Glarner Tödi) (3.570 m) 3. Piz Dado (3.432 m) 4. Stoc Grond (3.422 m) 5. Bifertenstock (3.418 m) 6. Tödi (Sandgipfel) (3.390 m) 7. Piz Urlaun (3.358 m) 8. Oberalpstock (3.328 m) 9. Porphyr (3.326 m) 10. Gross Schärhorn (3.296 m) 11. Piz Frisal (3.291 m) 12. Clariden (3.267 m) 13. Gross Düssi (3.256 m) 14. Cavistrau Grond (3.252 m) 15. Ringelspitz (Piz Barghis) (3.247 m) 16. Chli Schärhorn (3.234 m) 17. Cavistrau Pign (3.220 m) | 1. Chammliberg (3.214 m) 2. Piz Cambrialas (3.208 m) 3. Gross Windgällen (3.187 m) 4. Hausstock (3.158 m) 5. Gross Ruchen (3.138 m) 6. Glaserhorn (3.128 m) 7. Bündner Tödi (3.124 m) 8. Claridenhorn (3.119 m) 9. Tristelhorn (Piz da Sterls) (3.114 m) 10. Ruchi (3.107 m) 11. Panärahörner (3.106 m) 12. Heimstock (3.102 m) 13. Piz Tumpiv (3.101 m) 14. Piz Segnas (3.099 m) 15. Piz Giuv (3.096 m) 16. Muttenstock (3.089 m) 17. Chli Oberälpler (3.085 m) | 1. Hinter Schiben (3.084 m) 2. Rot Wichel (3.084 m) 3. Crispalt (3.076 m) 4. Chli Tödi (3.076 m) 5. Piz Posta Biala (3.074 m) 6. Bristen (3.072 m) 7. Piz Cazarauls (3.063 m) 8. Brichplanggen Stock (3.061 m) 9. Piz Nair (3.059 m) 10. Piz Sardona (3.056 m) 11. Chli Ruchi (3.039 m) 12. Hinter Selbsanft (3.029 m) 13. Bündner Vorab (3.028 m) 14. Trinser Horn (Piz Dolf) (3.028 m) 15. Piz Ault (3.027 m) 16. Glarner Vorab (3.018 m) 17. Witenalpstock (3.016 m) |